# Новрузалиев, Конагбек Мевланович
Конагбек Мевлан оглу Новрузалиев (азерб. Qonaqbəy Mövlan oğlu Novruzəliyev; 1918, с. Нюгеди — 1951, с. Очеретянка) — сержант, полный кавалер ордена Славы.

## Биография
Родился в 1918 года в селе Нюгеди (ныне — в Губинском районе Азербайджана). В РККА с 1941 года.
После начала Великой Отечественной войны участвовал в обороне Украины, оказался в окружении под Житомиром и попал в плен.

Был помещён в концентрационный лагерь в Новограде-Волынском, при помощи местных подпольщиков с группой красноармейцев совершил побег и продолжил сражаться с врагом, став разведчиком партизанского отряда.
После освобождения части Украины в начале 1944 года был зачислен рядовым-автоматчиком в 1159-й стрелковый полк 351-й стрелковой дивизии 18-й армии (4-й Украинский фронт).
За мужество и героизм, проявленные 4 мая 1944 года в бою у Михалкува в Ивано-Франковской области, 26 мая 1944 года был награждён орденом Славы 3-й степени.

31 июля того же года, командуя отделением автоматчиков, отличился в бою при взятии города Городенка Ивано-Франковской области и 23 августа был награждён орденом Славы 2-й степени.

За отличие при освобождении Чехословакии 24 марта 1945 года награждён орденом Славы 1-й степени.
После демобилизации в 1945 году вернулся на Украину и поселился в селе Очеретянка Червоноармейского района Житомирской области.

Умер 11 июня 1951 года.

## Память
Постановлением Совета Министров Украинской ССР от 31 мая 1990 года Очеретянской школе присвоено имя полного кавалера ордена Славы М. В. Новрузалиева.